# Angelo Pietrasanta

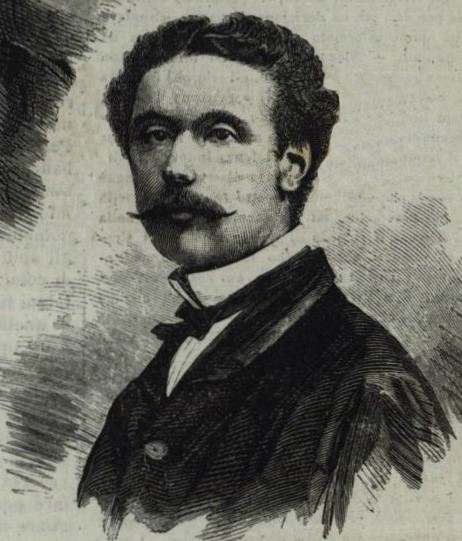
Ritratto di Angelo Pietrasanta

Angelo Pietrasanta (Codogno, 27 novembre 1834 – Milano, 3 giugno 1876) è stato un pittore italiano.

## Biografia
Figlio di Luigi Pietrasanta, appartenente a una ricca famiglia di origine ebraica, e di Margherita Gelmini, nacque a Codogno (all'epoca in provincia di Milano) il 27 novembre 1834. 
Scoperto il proprio talento artistico dal 1850 frequentò a Milano l'Accademia di Brera, avendo un curriculum eccellente e vincendo nel 1858 il concorso per il Legato Oggioni.  
Fu tra gli allievi prediletti del vecchio Francesco Hayez, di Giuseppe Bertini, che aveva affiancato Hayez nell'insegnamento, e di Eleuterio Pagliano ed ebbe come compagni e amici Tranquillo Cremona e Mosè Bianchi.